# Diana Šnajdarová
Diana Šnajdarová (* 5. September 1983 in Bratislava) ist eine slowakische Fußballspielerin.

## Leben
Šnajdarová agierte bis 2001 als Hürdenläuferin in Tschechien bei Atletika Písek.

## Karriere

### Verein
2001 startete sie dann ihre Fußballkarriere beim ŠK Slovan Bratislava, wo sie zur Saison 2001/2002 ins Profiteam befördert wurde. Von dort wechselte sie am 19. Januar 2006 zum österreichischen Erstligisten ASK Erlaa. Nachdem sie bis zum Sommer 2008 nur sporadisch bei Erlaa zum Einsatz gekommen war, wechselte sie für die Saison 2008/2009 auf Leihbasis zum Ligarivalen SCU Ardagger.
Nach dem Ablauf ihres Leihvertrages mit Ardagger kehrte sie zur Saison 2009/2010 zu ASK Erlaa zurück. Sie spielte noch ein halbes Jahr für Erlaa und wechselte am 3. Februar 2010 in ihre slowakische Heimat zum Erstligisten MFK Topvar Topoľčany in die I. liga žien. Am 25. Januar 2012 wechselte sie zum österreichischen 2.-Liga-Süd-Verein DFC Leoben/GAK, wo sie nun mit ihren Landsfrauen und Nationalmannschaftskolleginnen Lucia Zolviková und Denisa Štefanová zusammen spielt. Im Sommer 2014 schloss sie sich der SPG LUV Graz/DFC Leoben an.

### Nationalmannschaft
Šnajdarová spielt seit 2001 für die Slowakische Fußballnationalmannschaft der Frauen.

### Als Trainerin
Seit Sommer 2012 agiert sie neben ihrer aktiven Karriere als Cheftrainerin der U-19 des DFC Leoben/GAK.

### Futsal
Šnajdarová ist in den Sommer und Winterpausen in der Slowakei als Futsalspielerin am Ball. Sie spielte von 2001 bis 2006 in ihrer Zeit bei Slovan für den PVFA Bratislava und von 2010 bis 2011 für das Lady Team Bratislava.